# کریستینا کروپسکا-ویوتسکا
کریستینا کروپسکا-ویوتسکا (لهستانی: Krystyna Krupska-Wysocka؛ ‏ ۱۹ سپتامبر ۱۹۳۵ – ۹ ژوئن ۲۰۲۰) کارگردان فیلم اهل لهستان بود.
از فیلم‌هایی که وی در آن‌ها نقش داشته‌است، می‌توان به تسبیح انار و رمز انیگما اشاره نمود.
او در سال ۲۰۱۱ میلادی، برندهٔ نشان افتخار تولد لهستان شد.